# 1051 (szám)
Az 1051 (római számmal: MLI) az 1050 és 1052 között található természetes szám.

## A szám a matematikában
A tízes számrendszerbeli 1051-es a kettes számrendszerben 10000011011, a nyolcas számrendszerben 2033, a tizenhatos számrendszerben 41B alakban írható fel.
Az 1051 páratlan szám, prímszám. Kanonikus alakja 10511, normálalakban az 1,051 · 103 szorzattal írható fel. Két osztója van a természetes számok halmazán, ezek növekvő sorrendben: 1 és 1051.
Az 1051 középpontos ötszögszám és középpontos tízszögszám.
Az 1051 az első szám, ami minden nála kisebb számnál több, 59 különböző szám valódiosztó-összegeként áll elő (közülük a legkisebb az 1925), ezért erősen érinthető szám.

## Csillagászat
- 1051 Merope kisbolygó